# Motoyasu Takeuchi
Motoyasu Takeuchi (jap. 竹内元康, Takeuchi Motoyasu, ur. 11 sierpnia 1964 r.) – japoński skoczek narciarski. Najlepsze wyniki w Pucharze Świata osiągnął w sezonie 1991/1992, kiedy zajął 54. miejsce w klasyfikacji generalnej.
Wystąpił na Mistrzostwach Świata w Val di Fiemme, ale bez sukcesów.

## Mistrzostwa świata juniorów
- Indywidualnie
  - 1982  Murau – 14. miejsce

## Puchar Świata

### Miejsca w klasyfikacji generalnej
| Sezon     | Miejsce |
| --------- | ------- |
| 1991/1992 | 54.     |

### Miejsca w poszczególnych konkursach indywidualnychPucharu Świata
| Źródło | Źródło      | Źródło                 | Źródło      | Źródło        | Źródło                 | Źródło                 | Źródło                 | Źródło            | Źródło              | Źródło              | Źródło          | Źródło         | Źródło    | Źródło      | Źródło          | Źródło          | Źródło          | Źródło              | Źródło              | Źródło              | Źródło  | Źródło | Źródło  | Źródło  | Źródło | Źródło | Źródło | Źródło | Źródło | Źródło | Źródło | Źródło | Źródło | Źródło | Źródło | Źródło | Źródło | Źródło | Źródło | Źródło | Źródło | Źródło | Źródło | Źródło | Źródło | Źródło | Źródło | Źródło | Źródło |
| --- | ----------- | ---------------------- | ----------- | ------------- | ---------------------- | ---------------------- | ---------------------- | ----------------- | ------------------- | ------------------- | --------------- | -------------- | --------- | ----------- | --------------- | --------------- | --------------- | ------------------- | ------------------- | ------------------- | ------- | ------ | ------- | ------- | ------ | ------ | ------ | ------ | ------ | ------ | ------ | ------ | ------ | ------ | ------ | ------ | ------ | ------ | ------ | ------ | ------ | ------ | ------ | ------ | ------ | ------ | ------ | ------ | ------ |
| Sezon 1981/1982                                                                                                   |             |                        |             |               |                        |                        |                        |                   |                     |                     |                 |                |           |             |                 |                 |                 |                     |                     |                     |         |        |         |         |        |        |        |        |        |        |        |        |        |        |        |        |        |        |        |        |        |        |        |        |        |        |        |        |        |
| Cortina d’Ampezzo                                                                                                 | Oberstdorf  | Garmisch-Partenkirchen | Innsbruck   | Bischofshofen | Sapporo                | Sapporo                | Thunder Bay            | Thunder Bay       | Sankt Moritz        | Engelberg           | Oslo            | Oslo           | Lahti     | Lahti       | Bad Mitterndorf | Bad Mitterndorf | Bad Mitterndorf | Szczyrbskie Jezioro | Szczyrbskie Jezioro | Planica             | Planica | punkty | punkty  | punkty  | punkty | punkty | punkty | punkty | punkty | punkty | punkty | punkty | punkty | punkty | punkty | punkty | punkty | punkty | punkty | punkty |        |        |        |        |        |        |        |        |        |
| - | -           | -                      | -           | -             | -                      | 56                     | -                      | -                 | -                   | -                   | -               | -              | -         | -           | -               | -               | -               | -                   | -                   | -                   | -       | 0      | 0       | 0       | 0      | 0      | 0      | 0      | 0      | 0      | 0      | 0      | 0      | 0      | 0      | 0      | 0      | 0      | 0      | 0      |        |        |        |        |        |        |        |        |        |
| Sezon 1982/1983                                                                                                   |             |                        |             |               |                        |                        |                        |                   |                     |                     |                 |                |           |             |                 |                 |                 |                     |                     |                     |         |        |         |         |        |        |        |        |        |        |        |        |        |        |        |        |        |        |        |        |        |        |        |        |        |        |        |        |        |
| Cortina d’Ampezzo                                                                                                 | Oberstdorf  | Garmisch-Partenkirchen | Innsbruck   | Bischofshofen | Harrachov              | Harrachov              | Lake Placid            | Lake Placid       | Thunder Bay         | Thunder Bay         | Sankt Moritz    | Gstaad         | Engelberg | Vikersund   | Vikersund       | Vikersund       | Falun           | Falun               | Lahti               | Lahti               | Bærum   | Oslo   | Planica | Planica | punkty |        |        |        |        |        |        |        |        |        |        |        |        |        |        |        |        |        |        |        |        |        |        |        |        |
| - | -           | -                      | -           | -             | -                      | -                      | 60                     | 54                | 58                  | 56                  | -               | -              | -         | -           | -               | -               | -               | -                   | -                   | -                   | -       | -      | -       | -       | 0      |        |        |        |        |        |        |        |        |        |        |        |        |        |        |        |        |        |        |        |        |        |        |        |        |
| Sezon 1984/1985                                                                                                   |             |                        |             |               |                        |                        |                        |                   |                     |                     |                 |                |           |             |                 |                 |                 |                     |                     |                     |         |        |         |         |        |        |        |        |        |        |        |        |        |        |        |        |        |        |        |        |        |        |        |        |        |        |        |        |        |
| Thunder Bay | Thunder Bay | Lake Placid            | Lake Placid | Oberstdorf    | Garmisch-Partenkirchen | Innsbruck              | Bischofshofen          | Cortina d’Ampezzo | Sapporo             | Sapporo             | Sankt Moritz    | Engelberg      | Harrachov | Lahti       | Lahti           | Örnsköldsvik    | Falun           | Oslo                | Szczyrbskie Jezioro | Szczyrbskie Jezioro | punkty  | punkty | punkty  | punkty  | punkty | punkty | punkty | punkty | punkty | punkty | punkty | punkty | punkty | punkty | punkty | punkty | punkty | punkty | punkty |        |        |        |        |        |        |        |        |        |        |
| - | -           | -                      | -           | -             | -                      | -                      | -                      | -                 | 33                  | 45                  | -               | -              | -         | -           | -               | -               | -               | -                   | -                   | -                   | 0       | 0      | 0       | 0       | 0      | 0      | 0      | 0      | 0      | 0      | 0      | 0      | 0      | 0      | 0      | 0      | 0      | 0      | 0      |        |        |        |        |        |        |        |        |        |        |
| Sezon 1985/1986                                                                                                   |             |                        |             |               |                        |                        |                        |                   |                     |                     |                 |                |           |             |                 |                 |                 |                     |                     |                     |         |        |         |         |        |        |        |        |        |        |        |        |        |        |        |        |        |        |        |        |        |        |        |        |        |        |        |        |        |
| Thunder Bay | Thunder Bay | Lake Placid            | Lake Placid | Chamonix      | Oberstdorf             | Garmisch-Partenkirchen | Innsbruck              | Bischofshofen     | Harrachov           | Liberec             | Klingenthal     | Oberwiesenthal | Sapporo   | Sapporo     | Vikersund       | Vikersund       | Sankt Moritz    | Gstaad              | Engelberg           | Lahti               | Lahti   | Oslo   | Planica | Planica | punkty |        |        |        |        |        |        |        |        |        |        |        |        |        |        |        |        |        |        |        |        |        |        |        |        |
| - | -           | -                      | -           | -             | -                      | -                      | -                      | -                 | -                   | -                   | -               | -              | 34        | 57          | -               | -               | -               | -                   | -                   | -                   | -       | -      | -       | -       | 0      |        |        |        |        |        |        |        |        |        |        |        |        |        |        |        |        |        |        |        |        |        |        |        |        |
| Sezon 1986/1987                                                                                                   |             |                        |             |               |                        |                        |                        |                   |                     |                     |                 |                |           |             |                 |                 |                 |                     |                     |                     |         |        |         |         |        |        |        |        |        |        |        |        |        |        |        |        |        |        |        |        |        |        |        |        |        |        |        |        |        |
| Thunder Bay | Thunder Bay | Lake Placid            | Lake Placid | Chamonix      | Oberstdorf             | Garmisch-Partenkirchen | Innsbruck              | Bischofshofen     | Szczyrbskie Jezioro | Szczyrbskie Jezioro | Oberwiesenthal  | Sapporo        | Sapporo   | Lahti       | Lahti           | Örnsköldsvik    | Falun           | Planica             | Planica             | Rælingen            | Oslo    | punkty | punkty  | punkty  | punkty | punkty | punkty | punkty | punkty | punkty | punkty | punkty | punkty | punkty | punkty | punkty | punkty | punkty | punkty | punkty |        |        |        |        |        |        |        |        |        |
| - | -           | -                      | -           | -             | -                      | -                      | -                      | -                 | -                   | -                   | -               | -              | 42        | -           | -               | -               | -               | -                   | -                   | -                   | -       | 0      | 0       | 0       | 0      | 0      | 0      | 0      | 0      | 0      | 0      | 0      | 0      | 0      | 0      | 0      | 0      | 0      | 0      | 0      |        |        |        |        |        |        |        |        |        |
| Sezon 1988/1989                                                                                                   |             |                        |             |               |                        |                        |                        |                   |                     |                     |                 |                |           |             |                 |                 |                 |                     |                     |                     |         |        |         |         |        |        |        |        |        |        |        |        |        |        |        |        |        |        |        |        |        |        |        |        |        |        |        |        |        |
| Thunder Bay | Thunder Bay | Lake Placid            | Lake Placid | Sapporo       | Sapporo                | Oberstdorf             | Garmisch-Partenkirchen | Innsbruck         | Bischofshofen       | Liberec             | Harrachov       | Oberhof        | Oberhof   | Chamonix    | Oslo            | Örnsköldsvik    | Harrachov       | Planica             | Planica             | punkty              | punkty  | punkty | punkty  | punkty  | punkty | punkty | punkty | punkty | punkty | punkty | punkty | punkty | punkty | punkty | punkty | punkty | punkty | punkty |        |        |        |        |        |        |        |        |        |        |        |
| - | -           | -                      | -           | 37            | 55                     | -                      | -                      | -                 | -                   | -                   | -               | -              | -         | -           | -               | -               | -               | -                   | -                   | 0                   | 0       | 0      | 0       | 0       | 0      | 0      | 0      | 0      | 0      | 0      | 0      | 0      | 0      | 0      | 0      | 0      | 0      | 0      |        |        |        |        |        |        |        |        |        |        |        |
| Sezon 1991/1992                                                                                                   |             |                        |             |               |                        |                        |                        |                   |                     |                     |                 |                |           |             |                 |                 |                 |                     |                     |                     |         |        |         |         |        |        |        |        |        |        |        |        |        |        |        |        |        |        |        |        |        |        |        |        |        |        |        |        |        |
| Thunder Bay | Thunder Bay | Sapporo                | Sapporo     | Oberstdorf    | Garmisch-Partenkirchen | Innsbruck              | Bischofshofen          | Predazzo          | Sankt Moritz        | Engelberg           | Oberstdorf      | Oberstdorf     | Lahti     | Lahti       | Örnsköldsvik    | Trondheim       | Trondheim       | Oslo                | MŚL – Harrachov     | Planica             | punkty  | punkty | punkty  | punkty  | punkty | punkty | punkty | punkty | punkty | punkty | punkty | punkty | punkty | punkty | punkty | punkty | punkty | punkty | punkty |        |        |        |        |        |        |        |        |        |        |
| - | -           | 24                     | 14          | -             | -                      | -                      | -                      | -                 | -                   | -                   | -               | -              | -         | -           | -               | -               | -               | -                   | -                   | -                   | 2       | 2      | 2       | 2       | 2      | 2      | 2      | 2      | 2      | 2      | 2      | 2      | 2      | 2      | 2      | 2      | 2      | 2      | 2      |        |        |        |        |        |        |        |        |        |        |
| Sezon 1992/1993                                                                                                   |             |                        |             |               |                        |                        |                        |                   |                     |                     |                 |                |           |             |                 |                 |                 |                     |                     |                     |         |        |         |         |        |        |        |        |        |        |        |        |        |        |        |        |        |        |        |        |        |        |        |        |        |        |        |        |        |
| Falun | Falun       | Ruhpolding             | Sapporo     | Sapporo       | Oberstdorf             | Garmisch-Partenkirchen | Innsbruck              | Bischofshofen     | Predazzo            | Bad Mitterndorf     | Bad Mitterndorf | Lahti          | Lahti     | Lillehammer | Oslo            | Planica         | punkty          | punkty              | punkty              | punkty              | punkty  | punkty | punkty  | punkty  | punkty | punkty | punkty | punkty | punkty | punkty | punkty | punkty | punkty | punkty | punkty |        |        |        |        |        |        |        |        |        |        |        |        |        |        |
| - | -           | -                      | 37          | 23            | -                      | -                      | -                      | -                 | -                   | -                   | -               | -              | -         | -           | -               | -               | 0               | 0                   | 0                   | 0                   | 0       | 0      | 0       | 0       | 0      | 0      | 0      | 0      | 0      | 0      | 0      | 0      | 0      | 0      | 0      |        |        |        |        |        |        |        |        |        |        |        |        |        |        |
| Legenda |             |                        |             |               |                        |                        |                        |                   |                     |                     |                 |                |           |             |                 |                 |                 |                     |                     |                     |         |        |         |         |        |        |        |        |        |        |        |        |        |        |        |        |        |        |        |        |        |        |        |        |        |        |        |        |        |
| 1 2 3 4-10 11-15 poniżej 15 dq – dyskwalifikacja q – zawodnik nie zakwalifikował się - – zawodnik nie wystartował |             |                        |             |               |                        |                        |                        |                   |                     |                     |                 |                |           |             |                 |                 |                 |                     |                     |                     |         |        |         |         |        |        |        |        |        |        |        |        |        |        |        |        |        |        |        |        |        |        |        |        |        |        |        |        |        |

## Puchar Kontynentalny

### Miejsca w klasyfikacji generalnej
| Sezon     | Miejsce |
| --------- | ------- |
| 1993/1994 | 236.    |

### Miejsca w poszczególnych konkursachPucharu Kontynentalnego
| Źródło                                                                        | Źródło      | Źródło         | Źródło  | Źródło | Źródło       | Źródło      | Źródło | Źródło  | Źródło  | Źródło    | Źródło    | Źródło   | Źródło   | Źródło     | Źródło     | Źródło  | Źródło        | Źródło        | Źródło    | Źródło    | Źródło           | Źródło  | Źródło  | Źródło | Źródło   | Źródło   | Źródło              | Źródło              | Źródło | Źródło | Źródło | Źródło    | Źródło | Źródło | Źródło | Źródło | Źródło | Źródło | Źródło | Źródło | Źródło | Źródło | Źródło | Źródło | Źródło | Źródło | Źródło | Źródło | Źródło | Źródło | Źródło | Źródło | Źródło | Źródło | Źródło | Źródło | Źródło | Źródło | Źródło |
| ----------------------------------------------------------------------------- | ----------- | -------------- | ------- | ------ | ------------ | ----------- | ------ | ------- | ------- | --------- | --------- | -------- | -------- | ---------- | ---------- | ------- | ------------- | ------------- | --------- | --------- | ---------------- | ------- | ------- | ------ | -------- | -------- | ------------------- | ------------------- | ------ | ------ | ------ | --------- | ------ | ------ | ------ | ------ | ------ | ------ | ------ | ------ | ------ | ------ | ------ | ------ | ------ | ------ | ------ | ------ | ------ | ------ | ------ | ------ | ------ | ------ | ------ | ------ | ------ | ------ | ------ |
| Sezon 1993/1994                                                               |             |                |         |        |              |             |        |         |         |           |           |          |          |            |            |         |               |               |           |           |                  |         |         |        |          |          |                     |                     |        |        |        |           |        |        |        |        |        |        |        |        |        |        |        |        |        |        |        |        |        |        |        |        |        |        |        |        |        |        |        |
| Lillehammer                                                                   | Lillehammer | Oberwiesenthal | Lauscha | Wörgl  | Sankt Moritz | Sankt Aegyd | Gallio | Sapporo | Sapporo | Willingen | Willingen | Ironwood | Ironwood | Ruhpolding | Saalfelden | Planica | Iron Mountain | Iron Mountain | Ishpeming | Schönwald | Titisee-Neustadt | Calgary | Calgary | Zaō    | Zakopane | Zakopane | Szczyrbskie Jezioro | Szczyrbskie Jezioro | Sprova | Sprova | Ruka   | Rovaniemi | punkty |        |        |        |        |        |        |        |        |        |        |        |        |        |        |        |        |        |        |        |        |        |        |        |        |        |        |
| -                                                                             | -           | -              | -       | -      | -            | -           | -      | 35      | 41      | -         | -         | -        | -        | -          | -          | -       | -             | -             | -         | -         | -                | -       | -       | 24     | -        | -        | -                   | -                   | -      | -      | -      | -         | 7      |        |        |        |        |        |        |        |        |        |        |        |        |        |        |        |        |        |        |        |        |        |        |        |        |        |        |
| Legenda                                                                       |             |                |         |        |              |             |        |         |         |           |           |          |          |            |            |         |               |               |           |           |                  |         |         |        |          |          |                     |                     |        |        |        |           |        |        |        |        |        |        |        |        |        |        |        |        |        |        |        |        |        |        |        |        |        |        |        |        |        |        |        |
| 1 2 3 4-10 11-30 poniżej 30 dq – dyskwalifikacja - – zawodnik nie wystartował |             |                |         |        |              |             |        |         |         |           |           |          |          |            |            |         |               |               |           |           |                  |         |         |        |          |          |                     |                     |        |        |        |           |        |        |        |        |        |        |        |        |        |        |        |        |        |        |        |        |        |        |        |        |        |        |        |        |        |        |        |